# 坎伯蘭 (印第安納州)
坎伯蘭（英語：Cumberland）是一個位於美國印地安納州漢考克縣與馬里昂縣的城鎮。

## 人口
根據2010年美國人口普查的數據，坎伯蘭的面積為7.30平方千米，當中陸地面積為7.28平方千米，而水域面積為0.02平方千米。當地共有人口5,169人，而人口密度為每平方千米708人。